# Szupercella (film, 2023)
A Szupercella (eredeti cím: Supercell) 2023-ban bemutatott amerikai akció-katasztrófafilm, melyet Herbert James Winterstern írt és rendezett. A főbb szerepekben Skeet Ulrich, Anne Heche, Daniel Diemer, Jordan Kristine Seamón és Alec Baldwin látható. Ez volt Heche egyik legutolsó filmszereplése, 2022-ben bekövetkezett halála előtt.
2023. március 17-én mutatták be mozikban és VoD szolgáltatáson keresztül. Magyarországon a Vertigo Média Kft. hozta forgalomba április 20-án.

## Cselekmény
A tizenéves William viharvadász karrierről álmodozik: megszökik otthonról és apja egykori kollégájával egy hurrikán után ered. William néhai édesapja szintén a viharok felkutatásának és megfigyelésének szentelte életét, egy tornádó ölte meg pár évvel korábban. William édesanyja kétségbeesetten próbálja megtalálni fiát, miközben tudtán kívül minden idők legnagyobb és legveszélyesebb vihara van kialakulóban.

## Szereplők
| Szerep  | Színész                | Magyar hang   |
| ------- | ---------------------- | ------------- |
| Roy     | Skeet Ulrich           | Széles Tamás  |
| Quinn   | Anne Heche             | Orosz Helga   |
| William | Daniel Diemer          |               |
| Harper  | Jordan Kristine Seamón |               |
| Zane    | Alec Baldwin           | Csankó Zoltán |
| Ramesh  | Anjul Nigam            |               |
| Chuck   | Michael Klingher       |               |
| May     | Jane Lind              |               |
| Bill    | Richard Gunn           |               |
| Amy     | Praya Lundberg         |               |

## Fordítás
- Ez a szócikk részben vagy egészben  a   Supercell (film) című angol Wikipédia-szócikk fordításán alapul.  Az eredeti cikk szerkesztőit annak laptörténete sorolja fel. Ez a jelzés csupán a megfogalmazás eredetét és a szerzői jogokat jelzi, nem szolgál a cikkben szereplő információk forrásmegjelöléseként.